# 法蘭克·尼利基納
法蘭克·尼利基納（法語：Frank Ntilikina，1998年7月28日—），出生於比利时弗拉芒大区伊克塞爾，法国职业篮球运动员，目前為自由球員，場上位置為控球後衛、得分後衛。
尼利基納在選秀前的身高資訊為6呎6吋(約198公分)。現在的登錄身高為裸足6呎4吋(約193公分)，同時臂展長達7呎1吋(約216公分)。在2017年NBA選秀中以首輪第八順位被紐約尼克選中。
在選秀會當下，尼利基納被認為在防守端十分優秀、但是進攻端完成度低，是需要耐心培養的高潛力低地板球員。
尼利基納在被尼克選中後不久，指名尼利基納的尼克隊總裁「禪師」菲爾傑克森便遭到解雇。在那之後尼克放棄了重建，沒有重視自己的高順位選秀和新秀養成，僅僅是跑完了尼利基納的合約。

## 早年生涯
尼利基納於1998年7月28日出生於比利時的伊克塞爾，父母是來自盧安達的移民。三岁的时候，尼利基納一家搬到了法国的史特拉斯堡。並於五歲的時候開始進行正規籃球訓練。十五歲時，尼利基納開始效力於史特拉斯堡篮球俱乐部青年队。
2014年4月，尼利基納被邀請前往美國參加喬丹品牌菁英賽，尼利基納以替補出場23分鐘，取得了6分3籃板1助攻的成績，並在當年幫助史特拉斯堡籃球俱乐部获得了法国青年联赛的冠军。

## 職業生涯

### 史特拉斯堡籃球俱樂部（2015-2017）
2015年12月，尼利基納與史特拉斯堡籃球俱樂部簽約，開啟職業生涯。
他在2015–16賽季出場了32場比賽，並獲得法國甲級聯賽最佳年輕球員獎。2016–17賽季，尼利基纳再度拿下法國甲級聯賽最佳年輕球員獎。
2017年4月，尼利基納宣布將參加2017年NBA選秀，是當年NBA選秀中僅有的10位外國國籍球員之一。在選秀大會開始之前，尼利基納和史特拉斯堡一起打了最後一場比賽，但是史特拉斯堡在總決賽被沙隆麋鹿3-2淘汰。

### 紐約尼克（2017-2021）
2017年6月22日，尼利基納在2017年NBA選秀於第一輪第八順位被紐約尼克選中。2017年7月5日，尼利基納和尼克簽下四年1850萬美元的新秀合約。
尼利基納在2017梯前十順位的五名控球後衛中被認為是完成度最低、需要耐心培養，但潛力不下其他四人的球員。作為「禪師」菲爾·傑克森三角進攻復興的拼圖之一曾被寄予厚望。但在選秀會中選後不到一週傑克森隨即遭到解雇。
由於兩年來堅持三角進攻建隊的傑克森被解雇，為了戰術搭配而被選入的尼利基納在球隊中的定位變得不明確。自新秀賽季起因為身高足夠(當時登錄身高為穿鞋6呎6吋)，會以得分後衛或小前鋒的位置出場、作為底角射手使用。同時尼克急於重返季後賽，選擇放棄現有年輕球員、並陸續找來大量中堅實力的中生代球員作為主力，也因此尼利基納的上場時間相當不穩定，然而尼克的戰績並沒有改善。在球隊年輕核心克里斯塔普斯·波爾辛吉斯於2018-19賽季季中求去後，尼克為了尋找新核心仍然持續此做法。
2017-18賽季，尼利基納在他的新秀賽季留下了5.9分、2.3籃板、3.2助攻、0.8抄截的成績。
2020-21賽季，季前尼克找來以防守著稱的湯姆·錫伯杜執教、並組建了重視防守的教練團。防守型教練團成功帶來轉變、並使尼克以東區第四闖進季後賽，這也是尼利基納第一次打季後賽。尼克在東區第一輪對陣亞特蘭大老鷹，本被認為實力相當的對戰組合最後由老鷹近乎壓倒性地以4比1出線。尼利基納在系列賽合計僅上場3分30秒，留下一球三分出手沒進的紀錄。
由於尼克在2020-21賽季中便早早決定不留下尼利基納，尼利基納在2021年休賽季成為自由球員，最後以兩年底薪加入達拉斯獨行俠。

### 達拉斯獨行俠（2021-2023）
2021年休賽季，達拉斯獨行俠向待業的的尼利基納開出兩年底薪、第二年非保障的報價，尼利基納轉戰達拉斯。
2021-22賽季，新上任獨行俠教練傑森·基德接受了由球隊主力盧卡·唐西奇和克里斯塔普斯·波爾辛吉斯等人提出的建議，在開季一段時間內讓全隊球員都有一定程度上場時間，尼利基納的防守水準也在這段時間被不少人肯定。隨著賽季進行，以跳投為主的獨行俠遇到團隊進攻低潮，防守見長的尼利基納上場時間減少。
2021-22賽季，獨行俠打出52勝30敗的戰績以西區第四闖進季後賽。首輪面對猶他爵士沒有上場，在第二輪面對聯盟龍頭鳳凰城太陽時被啟用，負責防守太陽進攻核心的克里斯·保羅和德文·布克。兩人在和尼利基納對位的回合中，一度合計投出40投3中的投籃成績，是獨行俠最終以4比3淘汰太陽的關鍵因素之一。西區冠軍賽面對金州勇士的系列賽五戰皆有上場，但獨行俠以4比1落敗，無緣總冠軍賽。由於尼利基納在季後賽的防守表現，獨行俠在休賽季將尼利基納第二年的合約轉為全額保障。
2022-23賽季，尼利基納的上場機會仍然不固定。賽季出賽47場，交出2.9分1.3籃板1.2助攻的成績。獨行俠在這個賽季季中換來了籃網球星凱里·歐文與唐西奇組成搭檔，最終排名西區第十三無緣附加賽。
2023年休賽季，尼利基納合約到期成為自由球員。同年8月，尼利基納和黃蜂簽下一份一年非保障合約。

### 夏洛特黃蜂 (2023-2024)
2023年休賽季，剛換老闆的黃蜂隊和已待業一個多月的尼利基納簽下一年非保障合約。尼利基納在季前熱身賽中作為主要輪替上場，但在熱身賽最後一場比賽受傷。傳出的消息是扭傷，隨後缺席了近三個月。
2024年1月17日，尼利基納終於在黃蜂隊首次上場。在打了五場比賽之後，於2月9日的交易截止日當天被黃蜂釋出。黃蜂生涯五場比賽場均僅留下1分1.2籃板0.8助攻。
在待業半年後，於2024年休賽季決定回到歐洲發展，加盟塞爾維亞的Partizan隊。

## 國家隊生涯
2014年，尼利基納代表法国國家队参加了歐洲U16籃球錦標賽。平均每場比賽拿下7.4分、2.0次助攻、1.6次籃板和1次抄截，並贏得了2014年歐洲U16籃球錦標賽冠軍。
2016年，尼利基納再度代表法國隊參加歐洲U18籃球錦標賽並於比賽中取得了耀眼的成績，在對上立陶宛國家隊的比賽中，尼利基納攻下31分，其中三分球10投全中。尼利基納整場歐錦賽繳出場均15.2分、4.5次助攻、2.8個籃板和2.2次抄截的成績，投籃命中率達到了50%，其中三分命中率更是達到58.6%，尼利基納獲得了2016年歐洲U18籃球錦標賽最有價值球員獎。
2020年夏季奧林匹克運動會由於疫情延期至2021年舉辦。尼利基納代表法國出征東京，上場時間不多。法國繼2000年雪梨奧運後再次打入金牌戰，尼利基納在金牌戰於第三節後段被起用。在決賽中，尼利基納幾次成功的防守和一顆關鍵的三分球幫助法國持續和美國拉鋸，第四節出手了一顆可能改變戰局的三分球沒能命中。最終全場上場10分37秒、繳出5分1籃板2助攻1抄截。法國以82:87五分差敗給美國獲得銀牌。

## 職業生涯數據

### NBA例行賽數據統計
| 賽季    | 球隊     | 出賽 | 先發 | 平均上場時間(分鐘) | 投籃命中率(%) | 三分球命中率(%) | 罰球命中率(%) | 平均籃板 | 平均助攻 | 平均抄截 | 平均阻攻 | 平均得分 |
| ------- | -------- | ---- | ---- | ------------------ | ------------- | --------------- | ------------- | -------- | -------- | -------- | -------- | -------- |
| 2017–18 | 紐約尼克 | 78   | 9    | 21.9               | 36.4          | 31.8            | 72.1          | 2.3      | 3.2      | 0.8      | 0.2      | 5.9      |
| 2018–19 | 紐約尼克 | 43   | 16   | 21.0               | 33.7          | 28.7            | 76.7          | 2.0      | 2.8      | 0.7      | 0.3      | 5.7      |
| 2019–20 | 紐約尼克 | 57   | 26   | 20.8               | 39.3          | 32.1            | 86.4          | 2.1      | 3.0      | 0.9      | 0.3      | 6.3      |
| 2020–21 | 紐約尼克 | 33   | 4    | 9.8                | 36.7          | 47.9            | 44.4          | 0.9      | 0.6      | 0.5      | 0.1      | 2.7      |
| 生涯    | 生涯     | 211  | 55   | 19.5               | 36.6          | 32.8            | 74.9          | 2.0      | 2.7      | 0.8      | 0.2      | 5.5      |

### 季後賽
| 賽季     | 球隊     | GP | GS | MPG | FG%  | 3P%  | FT% | RPG | APG | SPG | BPG | PPG |
| -------- | -------- | -- | -- | --- | ---- | ---- | --- | --- | --- | --- | --- | --- |
| 2021     | 紐約尼克 | 3  | 0  | 1.3 | .000 | .000 | —   | .0  | .0  | .0  | .0  | .0  |
| 職業生涯 | 職業生涯 | 3  | 0  | 1.3 | .000 | .000 | —   | .0  | .0  | .0  | .0  | .0  |

## 外部連結
- 法蘭克·尼利基納在fiba.basketball（英语）
- 法蘭克·尼利基納在archive.fiba.com（archived）（英语）
- 法蘭克·尼利基納在NBA（英语）
- 法蘭克·尼利基納在歐洲籃球聯賽（英语）
- 法蘭克·尼利基納在Basketball-Reference.com（NBA）（英语）
- 法蘭克·尼利基納在Basketball-Reference.com（國際）（英语）
- 法蘭克·尼利基納在ESPN（NBA）（英语）
- 法蘭克·尼利基納在Eurobasket.com（球員）（英语）
- 法蘭克·尼利基納在RealGM（英语）
- 法蘭克·尼利基納在Proballers（英语）
- 法蘭克·尼利基納在Olympics.com（英语）
- 法蘭克·尼利基納在Olympedia（英语）
- 法蘭克·尼利基納在Team France（法语）